# Camouflage (Lara Fabian)
Camouflage è il tredicesimo album in studio, il quinto in lingua inglese, della cantante belga-canadese Lara Fabian, pubblicato nel 2017.

## Tracce
1. Growing Wings – 2:57
2. Chameleon – 3:19
3. If I Let You Love Me – 3:35
4. Choose What You Love Most (Let It Kill You) – 3:53
5. We Are the Flyers – 4:05
6. Painting in the Rain – 3:27
7. Camouflage – 3:11
8. I'm Breakable – 2:35
9. Keep the Animals Away – 3:32
10. We Are the Storm – 3:39
11. Perfect – 3:00
12. Communify – 3:16